# Meerfelder Maar
De Meerfelder Maar is een maar vlak bij het dorp Meerfeld in de Eifel, Duitsland. De maar ligt niet ver van het stadje Manderscheid in Rijnland-Palts.

## Ontstaan
De Meerfelder Maar is tussen de 80.000 en 30.000 jaar geleden ontstaan, maar de precieze ouderdom is moeilijk vast te stellen. In 1978 werd de bodem van het meer onderzocht en er zijn talrijke boringen gedaan in de maar. De maar is ontstaan door een freatomagmatische explosie, waarbij heet opstijgend magma in contact kwam met grote hoeveelheden water. Door de explosie is een krater ontstaan die zich nadien vulde met regenwater. Doordat de bodem van het ontstane meer, bestaand uit stollingsgesteente, ondoordringbaar is, blijft het water erin staan. Door onderzoek heeft men vastgesteld dat de vulkaanpijp zich ongeveer 2 tot 6 kilometer in de ondergrond onder de Meerfelder Maar bevindt.

## Afmetingen
De Meerfelder Maar is van oost naar west ongeveer 1400 meter lang en van noord naar zuid ongeveer 1200 meter. Het oppervlak bedraagt 24 hectare. Hiermee is hij een van de grootste maren van de Eifel. Het hoogste gedeelte van de kraterrand ligt op 515 meter boven Normalnull (NN). Hier staat een uitkijktoren.
Het meer zelf is 780 meter van oost naar west en 490 meter van noord naar zuid. Het wateroppervlak bevindt zich op 335 meter NN. Het meer is maximaal 17 meter diep.
Tussen 1877 en 1880 werd er water uit het meer gehaald voor irrigatiedoeleinden. De kosten hiervoor werden door de Duitse deelstaat betaald. Het water van de maar is polytroof en tijdens de zomermaanden werd het water troebel en geelbruin van kleur. Dit werd veroorzaakt door blauwalg. Sinds 1986 geldt de maar als natuurgebied.